# Miriam Forasté
Miriam Forasté (1 de marzo de 1991, Barcelona) es una jugadora española de baloncesto profesional que juega en el Club Baloncesto Al-Qázeres en la Liga Femenina de baloncesto española. Es internacional en las categorías inferiores de España.

## Palmarés con la selección española
- Plata Europeo U20 2010 (Letonia)
- Oro Europeo U20 2011 (Serbia)